# IF Elfsborg
El Idrottsföreningen Elfsborg, popularmente conocido como IF Elfsborg, es un club de fútbol profesional con sede en Borås, Suecia, y está afiliado a la Västergötlands Fotbollförbund, una de las 24 federaciones que componen la Asociación Sueca de Fútbol. El equipo juega en la Allsvenskan y ha pasado la mayor parte de su historia en la máxima categoría del fútbol sueco. El Elfsborg disputa sus partidos como local en el Borås Arena, donde juega desde el 17 de abril de 2005.
El club fue fundado en 1904 por un grupo de 19 jóvenes. El Borås Fotbollslag se formó en Ordenshuset en Landala (hoy Knalleland) el 26 de junio de 1904. Su fundador, el atleta Carl Larson, creó el equipo ya que el principal club deportivo de la ciudad, el Borås Athletic, no incluía el fútbol en su programa. En 1906 el club fue renombrado Riksidrottsförbundet debido a la gran cantidad de equipos que usaban el nombre de la ciudad de Borås y posteriormente al actual, IF Elfsborg. El nombre se deriva de la provincia de Älvsborg, a la que cambió el nombre usando la ortografía antigua con una «E». Los colores del club, que se reflejan en su escudo y uniforme —amarillo y negro—, tienen el mismo origen. Los colores tomados del regimiento de Älvsborgs por el Elfsborg no solo representan la ciudad, sino a toda una región. Un lema recurrente del club es Vi Tillsammans («Nosotros juntos»).
El Borås Arena también es conocido informalmente como la «Fortaleza del Elfsborg», ya que el equipo es uno de los más fuertes como local en la Allsvenskan en la década de 2000. También es el único equipo en la Allsvenskan que ha logrado ganar a la selección nacional, 2-1 en la ceremonia de apertura del Ryavallen y uno de los dos únicos equipos en ganar Allsvenskan como recién ascendido en 1961. El Elfsborg ha participado en varias ocasiones en la fase previa de la Liga de Campeones, la UEFA Europa League y fue uno de los campeones de la Copa Intertoto de la UEFA en 2008. El club ha ganado seis campeonatos nacionales, el último en 2012, y dos copas suecas.

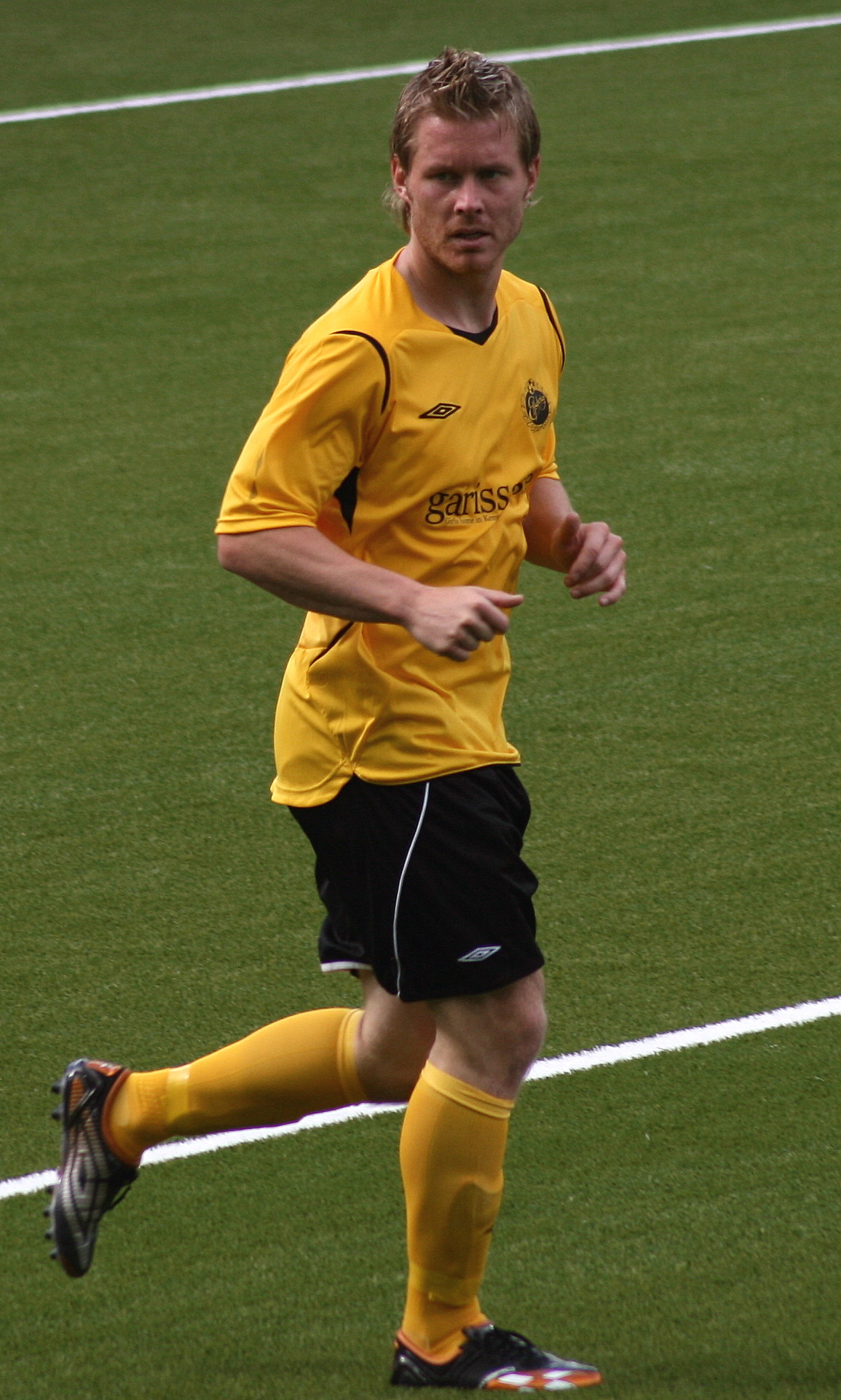
Fredrik Berglund es uno de los 10 goleadores históricos del club.

## Historia
El Borås Fotbollslag fue formado el 26 de junio de 1904 por un grupo de jóvenes. En 1906 el nombre fue cambiado a IF Elfsborg, porque los fundadores sintieron que había demasiados equipos con «Borås» en su nombre. En 1926 el Elfsborg ganó la Västsvenska Serien y derrotó al Halmstad BK en el play-off, por lo que ascendió a la Allsvenskan por primera vez en su historia. Durante la década de 1930 el Elfsborg logró construir un equipo muy fuerte liderado por el delantero Sven Jonasson, quien apareció en las Copas del Mundo de 1934 y 1938. En 1936 el Elfsborg ganó su primera Allsvenskan, a la que siguieron dos títulos más poco después (1939 y 1940). Durante este período el Elfsborg contaba con hasta siete jugadores en el equipo nacional sueco.

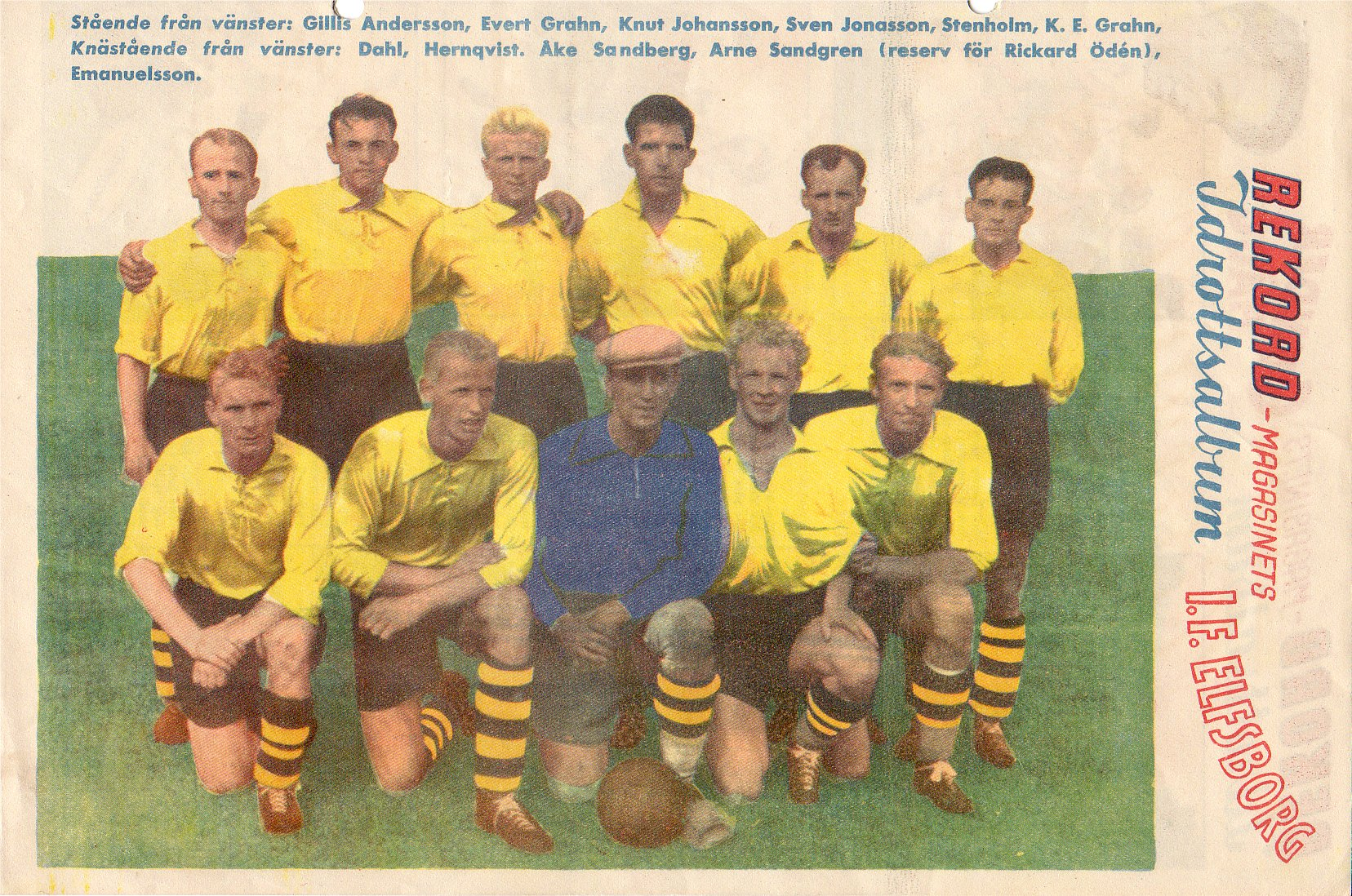
La época dorada del IF Elfsborg, temporada 1942-43, con el equipo que ganó tres títulos de liga.
De izquierda a derecha (arriba): Gillis Andersson, Evert Grahn, Knut Johansson, Sven Jonasson, Stenholm, KE Grahn.
De izquierda a derecha (abajo): Dahl, Hernqvist, Åke Sandberg, Arne Sandgren, Emanuelsson.

En 1941 el Elfsborg dejó Ramnavallen para jugar sus partidos como local en el nuevo Ryavallen. El primer partido en el nuevo estadio debía ser un partido amistoso entre las selecciones de Suecia y Finlandia, pero la participación de Finlandia en la Segunda Guerra Mundial les impidió jugar, por lo que fueron reemplazados por el Elfsborg, que venció a la selección nacional de Suecia por 2-1. A mediados de la década de 1940 el Elfsborg estuvo cerca de volver a ganar la Allsvenskan, pero terminó segundo en tres años consecutivos. A finales de la década de 1940 el club pasó por momentos deportivos muy complicados hasta que, finalmente, los días de gloria del Elfsborg terminaron y el club fue finalmente relegado a la segunda división en 1954.

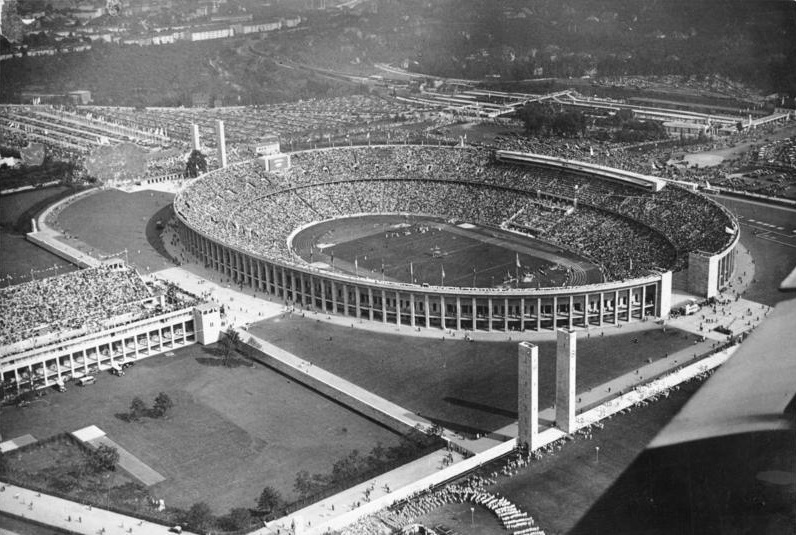
IF Elfsborg perdió con el Hertha de Berlín en la Copa de la UEFA de 1972 en el histórico Olympic Stadium.

En 1960 el Elfsborg logró el ascenso después de una temporada impresionante con 20 victorias en 22 partidos, y el club logró ganar su cuarta Allsvenskan en 1961, convirtiéndose en el primer equipo sueco en ser campeones como recién ascendido. Esto fue bajo la dirección del legendario Sven Andreasson como presidente. En 1977 el Elfsborg alcanzó el subcampeonato, pero los años siguientes fueron difíciles para el club. En 1987 el Elfsborg terminó último en la Allsvenskan, y no regresó a la máxima categoría hasta 1997. El equipo que logró el ascenso contenía varios futuros futbolistas internacionales suecos, como Anders Svensson y Tobias Linderoth. Aunque el Elfsborg ganó sus dos primeros títulos de Copa (en 2001 y 2003), el club luchó por permanecer en Allsvenskan en los años siguientes.

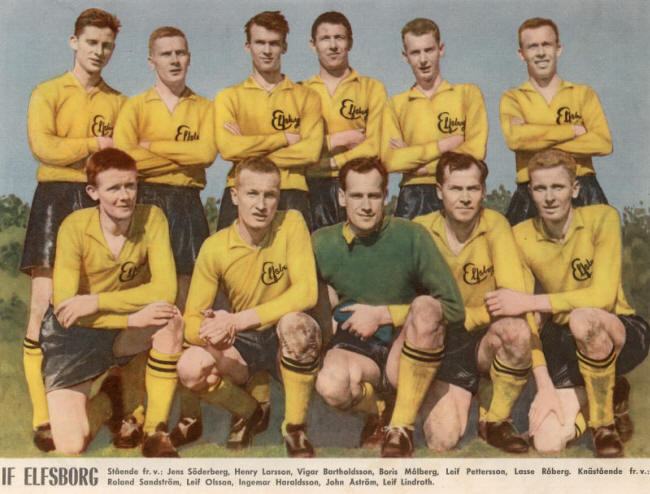
La alineación del Elfsborg que ganó el campeonato de liga de 1961.

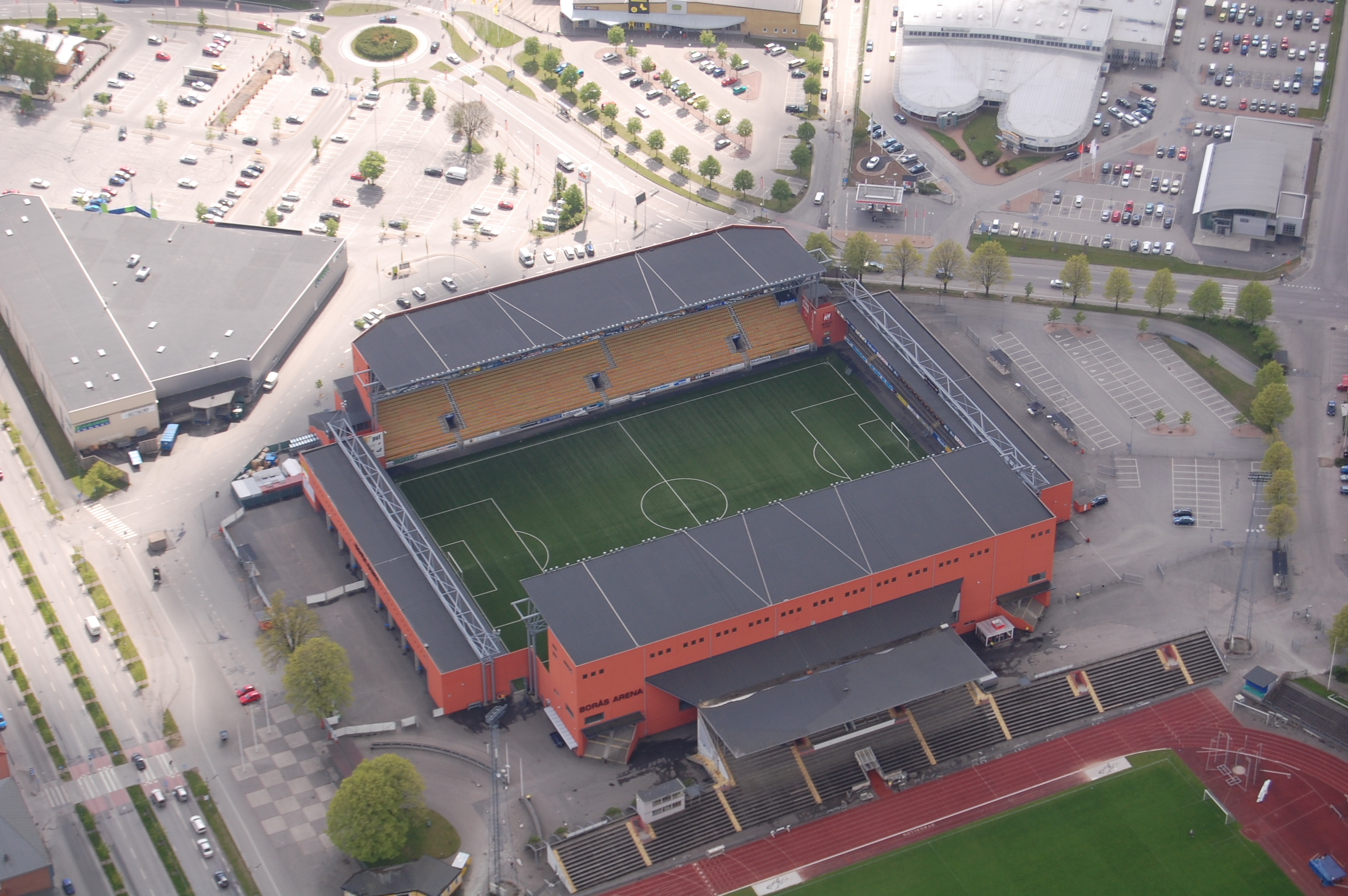
El Borås Arena inició una nueva era para el Elfsborg.

En 2005 el Elfsborg invirtió mucho dinero en la construcción del Borås Arena y en el fichaje de varios exjugadores del club. Las inversiones dieron sus frutos y el quinto campeonato llegó en 2009, el primer título de Allsvenskan del club en 41 años. El año siguiente el Elfsborg participó en las rondas previas de la Liga de Campeones por primera vez, y posteriormente llegó a la fase de grupos de la Copa de la UEFA, también por primera vez. En la ronda previa de la Liga de Campeones eliminó al Linfield FC norirlandés y al campeón húngaro del Debreceni VSC, antes de ser eliminado por el Valencia en la última ronda. El equipo fue a parar a la Copa de la UEFA, donde eliminó en última ronda al FC Dinamo Bucarest.

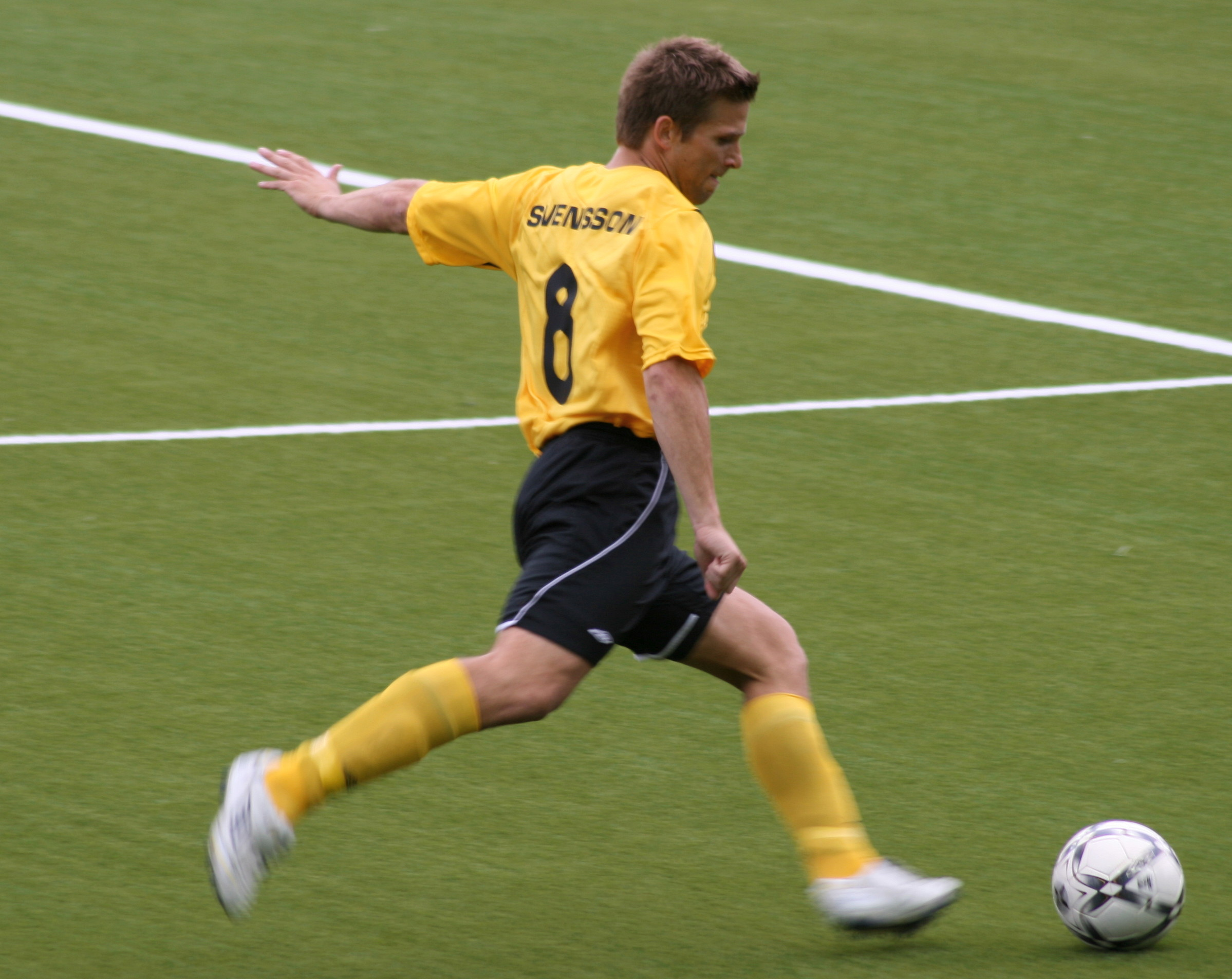
Anders Svensson es uno de los jugadores con más apariciones para el IF Elfsborg.

En los años siguientes, el IF Elfsborg bajo la dirección del entrenador Magnus Haglund y su formación 4-2-3-1, se han establecido como uno de los grandes clubes del fútbol sueco. Los objetivos se marcaron en acabar entre los cuatro primeros clasificados y asegurar, así, la calificación para disputar competiciones europeas cada año. En 2012, el Elfsborg se hizo con su sexta Allsvenskan, en un ajustado final de temporada superando al BK Häcken, Malmö FF y AIK. Como campeón sueco, el Elfsborg disputó la ronda clasificatoria de la Liga de Campeones, donde eliminó al Daugava Daugavpils letón en segunda ronda, pero fue eliminado por el Celtic en tercera ronda. Sí consiguió entrar en la fase de grupos de la UEFA Europa League tras eliminar al FC Nordsjælland. El equipo sueco quedó encuadrado en el grupo C junto al Standard Liège, el Red Bull Salzburg y el Esbjerg, pero no consiguió buenos resultados.

## Palmarés

### Torneos nacionales
- Allsvenskan (6): 1935–36, 1938–39, 1939–40, 1961, 2006, 2012
- Svenska Cupen (3): 2001, 2003, 2014
- Svenska Supercupen (1): 2007
- Division 2 Götaland (1): 1960[17]
- Division 2 Västsvenska Serien (1): 1925-26[18]

### Torneos internacionales
- Copa Intertoto de la UEFA (2): 1980 y 2008

### Torneos amistosos
- Copa del Atlántico (1):[19] 2011

## Participación en competiciones de la UEFA
| Competicion UEFA | Competicion UEFA              | Competicion UEFA  | Competicion UEFA           | Competicion UEFA | Competicion UEFA | Competicion UEFA |
| Temporada        | Torneo                        | Ronda             | Club                       | Casa             | Visita           | Global           |
| ---------------- | ----------------------------- | ----------------- | -------------------------- | ---------------- | ---------------- | ---------------- |
| 1961–62          | UEFA Intertoto Cup            | Grupo B4          | Tasmania Berlin            | 5-2              | 2-3              | 8-4              |
| 1961–62          | UEFA Intertoto Cup            | Grupo B4          | FC Basel                   | 2-1              | 3-6              | 8-4              |
| 1961–62          | UEFA Intertoto Cup            | Grupo B4          | Sparta Rotterdam           | 2–5              | 4-3              | 5-9              |
| 1966–67          | UEFA Intertoto Cup            | Grupo B5          | Borussia Neunkirchen       | 1-0              | 1-3              | 4-1              |
| 1966–67          | UEFA Intertoto Cup            | Grupo B5          | MFK Košice                 | 6-0              | 3-0              | 6-3              |
| 1966–67          | UEFA Intertoto Cup            | Grupo B5          | Vorwärts Berlin            | 0-2              | 2-0              | 4-0              |
| 1967–68          | UEFA Intertoto Cup            | Grupo B3          | SV Werder Bremen           | 2-2              | 4-1              | 3-6              |
| 1967–68          | UEFA Intertoto Cup            | Grupo B3          | Polonia Bytom              | 1-2              | 3-0              | 2-4              |
| 1967–68          | UEFA Intertoto Cup            | Grupo B3          | Grasshopper Club Zürich    | 5-2              | 3-1              | 6-5              |
| 1971             | UEFA Intertoto Cup            | Grupo 2           | Stal Mielec                | 0-1              | 4-0              | 0-5              |
| 1971             | UEFA Intertoto Cup            | Grupo 2           | 1. FC Tatran Prešov        | 2-3              | 3-0              | 2-6              |
| 1971             | UEFA Intertoto Cup            | Grupo 2           | Vejle Boldklub             | 4-0              | 0-4              | 8-0              |
| 1971–72          | UEFA Cup                      | 1                 | Hertha Berlín              | 1-4              | 3-1              | 2-7              |
| 1975             | UEFA Intertoto Cup            | Grupo 10          | FC Baník Ostrava           | 3-1              | 3-1              | 4-4              |
| 1975             | UEFA Intertoto Cup            | Grupo 10          | NK Čelik Zenica            | 1-2              | 2-0              | 1-4              |
| 1975             | UEFA Intertoto Cup            | Grupo 10          | Vitória F.C.               | 1-1              | 1-0              | 1-2              |
| 1978             | UEFA Intertoto Cup            | Grupo 8           | Lillestrøm SK              | 0-0              | 3-5              | 5-3              |
| 1978             | UEFA Intertoto Cup            | Grupo 8           | FK Sloboda Tuzla           | 1-0              | 3-2              | 3-3              |
| 1978             | UEFA Intertoto Cup            | Grupo 8           | Maccabi Netanya F.C.       | 2-2              | 7-1              | 3-9              |
| 1978-1979        | UEFA Cup                      | 1                 | RC Strasbourg              | 2-0              | 4-1              | 3-4              |
| 1980             | UEFA Intertoto Cup            | Grupo 9           | FK Napredak Kruševac       | 2-0              | 2-2              | 4-2              |
| 1980             | UEFA Intertoto Cup            | Grupo 9           | PFC Slavia Sofia           | 1-0              | 2-1              | 2-2              |
| 1980             | UEFA Intertoto Cup            | Grupo 9           | VfL Bochum                 | 1-0              | 2-1              | 2-2              |
| 1980-1981        | UEFA Cup                      | 1                 | St. Mirren F.C.            | 1-2              | 0-0              | 1-2              |
| 1983             | UEFA Intertoto Cup            | Grupo 10          | FC Vítkovice               | 1-2              | 2-1              | 2-4              |
| 1983             | UEFA Intertoto Cup            | Grupo 10          | PFC Botev Plovdiv          | 0-0              | 4-0              | 0-4              |
| 1983             | UEFA Intertoto Cup            | Grupo 10          | Eintracht Braunschweig     | 1-0              | 4-0              | 1-4              |
| 1983-1984        | UEFA Cup                      | 1                 | Widzew Łódź                | 2-2              | 0-0              | 2-2 (a)          |
| 2001-2002        | UEFA Cup                      | Clasificatoria    | JK Narva Trans             | 5-0              | 1-3              | 8-1              |
| 2001-2002        | UEFA Cup                      | 1                 | Legia Warsaw               | 1-6              | 4-1              | 2-10             |
| 2004-2005        | UEFA Cup                      | Clasificatoria 2  | Glentoran F.C.             | 2-1              | 0-1              | 3-1              |
| 2004-2005        | UEFA Cup                      | 1                 | Dinamo Zagreb              | 0-0              | 2-0              | 0-2              |
| 2007-2008        | UEFA Champions League         | Clasificatoria 1  | Linfield F.C.              | 1-0              | 0-0              | 1-0              |
| 2007-2008        | UEFA Champions League         | Clasificatoria 2  | Debreceni VSC              | 0-0              | 0-1              | 1-0              |
| 2007-2008        | UEFA Champions League         | Clasificatoria 3  | Valencia CF                | 1-2              | 3-0              | 1-5              |
| 2007-2008        | UEFA Cup                      | 1                 | FC Dinamo București        | 0-1              | 1-2              | 2-2(a)           |
| 2007-2008        | UEFA Cup                      | Grupo C           | AEK Atenas FC              | 1-1              |                  | 5º Lugar         |
| 2007-2008        | UEFA Cup                      | Grupo C           | ACF Fiorentina             |                  | 6-1              | 5º Lugar         |
| 2007-2008        | UEFA Cup                      | Grupo C           | FK Mladá Boleslav          | 1-3              |                  | 5º Lugar         |
| 2007-2008        | UEFA Cup                      | Grupo C           | Villareal CF               |                  | 2-0              | 5º Lugar         |
| 2008             | UEFA Intertoto Cup            | 1                 | HB Tórshavn                | 0-0              | 1-4              | 4-1              |
| 2008             | UEFA Intertoto Cup            | 2                 | Hibernian F.C.             | 2-0              | 0-2              | 4-0              |
| 2008             | UEFA Intertoto Cup            | 3                 | FK Rīga                    | 1-0              | 0-0              | 1-0              |
| 2008-2009        | UEFA Cup                      | Clasificatoria 2  | St Patrick's Athletic F.C. | 2-2              | 2-1              | 3-4              |
| 2009-2010        | UEFA Europa League            | Clasificatoria 2  | Haladas FC                 | 3-0              | 0-0              | 3-0              |
| 2009-2010        | UEFA Europa League            | Clasificatoria 3  | SC Braga                   | 2-0              | 1-2              | 4-1              |
| 2009-2010        | UEFA Europa League            | Play-off          | S.S. Lazio                 | 1-0              | 3-0              | 1-3              |
| 2010-2011        | UEFA Europa League            | Clasificaatoria 2 | FC Iskra-Stal              | 2-1              | 0-1              | 3-1              |
| 2010-2011        | UEFA Europa League            | Clasificatoria 3  | FK Teteks                  | 5-0              | 1-2              | 7-1              |
| 2010-2011        | UEFA Europa League            | Play-off          | S. S. C. Napoli            | 0-2              | 1-0              | 0-3              |
| 2011-2012        | UEFA Europa League            | Clasificatoria 1  | CS Fola Esch               | 4-0              | 1-1              | 5-1              |
| 2011-2012        | UEFA Europa League            | Clasificatoria 2  | FK Suduva                  | 3-0              | 1-1              | 4-1              |
| 2011-2012        | UEFA Europa League            | Clasificatoria 3  | Aalesunds FK               | 1-1              | 4-0              | 1-5              |
| 2012-2013        | UEFA Europa League            | Clasificatoria 1  | Floriana F.C.              | 8-0              | 0-4              | 12-0             |
| 2012-2013        | UEFA Europa League            | Clasificatoria 2  | FC Dacia Chişinău          | 2-0              | 1-0              | 2-1              |
| 2012-2013        | UEFA Europa League            | Clasificatoria 3  | AC Horsens                 | 2-3              | 1-1              | 3-4              |
| 2013-2014        | UEFA Champions League         | Clasificatoria 2  | Daugava Daugavpils         | 7-1              | 4-0              | 11-1             |
| 2013-2014        | UEFA Champions League         | Clasificatoria 3  | Celtic F.C.                | 0-0              | 0-1              | 0-1              |
| 2013-2014        | UEFA Europa League            | Play-off          | FC Nordsjælland            | 1-1              | 1-0              | 2-1              |
| 2013-2014        | UEFA Europa League            | Grupo C           | Standard Liège             | 1-1              | 3-1              | 3º Lugar         |
| 2013-2014        | UEFA Europa League            | Grupo C           | FC Red Bull Salzburg       | 0-4              | 0-1              | 3º Lugar         |
| 2013-2014        | UEFA Europa League            | Grupo C           | Esbjerg fB                 | 2-1              | 0-1              | 3º Lugar         |
| 2014-15          | UEFA Europa League            | Clasificatoria 2  | Inter Baku                 | 0-1              | 1-0              | 1-1 (4-3 p)      |
| 2014-15          | UEFA Europa League            | Clasificatoria 3  | FH                         | 4-1              | 1-2              | 5-3              |
| 2014-15          | UEFA Europa League            | Play-off          | Rio Ave                    | 2-1              | 0-1              | 2-1 (a)          |
| 2015–16          | UEFA Europa League            | Clasificatoria 1  | FC Lahti                   | 5–0              | 2–2              | 7–2              |
| 2015–16          | UEFA Europa League            | Clasificatoria 2  | Randers FC                 | 1–0              | 0–0              | 1–0 (t.e.)       |
| 2015–16          | UEFA Europa League            | Clasificatoria 3  | Odds BK                    | 2–1              | 0–2              | 2–3              |
| 2021-22          | UEFA Europa Conference League | Clasificatoria 2  | Milsami Orhei              | 4–0              | 5–0              | 9–0              |
| 2021-22          | UEFA Europa Conference League | Clasificatoria 3  | Velež Mostar               | 1–1              | 4–1              | 5–2              |
| 2021-22          | UEFA Europa Conference League | Play-off          | Feyenoord                  | 3–1              | 0–5              | 3–6              |
| 2022-23          | UEFA Europa Conference League | Clasificatoria 2  | Molde                      | 1–2              | 1–4              | 2–6              |
| 2024-25          | UEFA Europa League            | Clasificatoria 1  | Paphos FC                  | 3-0              | 5-2              | 8-2              |
| 2024-25          | UEFA Europa League            | Clasificatoria 2  | Sheriff Tiraspol           | 2-0              | 1-0              | 3-0              |
| 2024-25          | UEFA Europa League            | Clasificatoria 3  | HNK Rijeka                 | 2-0              | 1-1              | 3-1              |
| 2024-25          | UEFA Europa League            | Play-off          | Molde                      | 0-1              | 1-0              | 1-1 (4-3 p)      |
| 2024-25          | UEFA Europa League            | Fase Liga         | AZ Alkmaar                 |                  | 2-3              |                  |
| 2024-25          | UEFA Europa League            | Fase Liga         | AS Roma                    | 1–0              |                  |                  |
| 2024-25          | UEFA Europa League            | Fase Liga         | Galatasaray                |                  | 3-4              |                  |
| 2024-25          | UEFA Europa League            | Fase Liga         | SC Braga                   | 1-1              |                  |                  |
| 2024-25          | UEFA Europa League            | Fase Liga         | Athletic Bilbao            |                  | 0-3              |                  |
| 2024-25          | UEFA Europa League            | Fase Liga         | Qarabag                    | 1-0              |                  |                  |
| 2024-25          | UEFA Europa League            | Fase Liga         | OGC Nice                   | 1-0              |                  |                  |
| 2024-25          | UEFA Europa League            | Fase Liga         | Tottenham Hotspur          |                  | 0-3              |                  |

## Récords
- Más partidos jugados: 409,  Sven Jonasson
- Más goles anotados: 252,  Sven Jonasson
- Más partidos con Suecia como jugador del Elfsborg: 93,  Anders Svensson
- Más partidos jugados consecutivos: 344,  Sven Jonasson, 1927-1941
- Mayor victoria, Svenska cupen: 19-0 vs. Varbergs BoIS, 21 de enero de 1996
- Peor derrota, Allsvenskan: 0-7 vs. GAIS, 25 de agosto de 1926
- Mayor victoria en la Allsvenskan: 10-1 vs. Degerfors IF, 28 de agosto de 1938
- Mayor victoria de visitante en la Allsvenskan: 12–2 vs. IFK Eskilstuna, 19 de abril de 1936
- Mayor victoria internacional, UEFA Europa League: 8-0 vs.  Floriana F.C., 5 de julio de 2012
- Mayor asistencia en el Ryavallen: 22,654 vs. IFK Norrköping, 1961
- Mayor asistencia en el Borås Arena: 17,070 vs. Kalmar FF, 4 de julio de 2005
- Mayor asistencia en el Ramnavallen: 16,340 vs. AIK, 7 de junio de 1936
- Mayor promedio de asistencia: Temporada 1961, 14.608
- Mayor asistencia de visitante, Ullevi: 48 296 vs. IFK Göteborg, 2 de junio de 1977

## Entrenadores
- 1916–25:  Carl Larsson
- 1926:  Erik Börjesson (interino)
- 1926–30:  Carl Larsson
- 1930:  Skolaut (interino)
- 1930–38:  Carl Larsson y Thure Claesson (FTC)
- 1938–46:  Sven Zachrisson
- 1946–49:  John Mahon
- 1949–52:  Karl-Erik Grahn
- 1952–54:  Sven Jonasson
- 1954–57:  Adolf Vogel
- 1957–58:  Thure Nygren
- 1959–60:  Sven Zachrisson
- 1961–62:  Karl-Erik Grahn
- 1963:  Karl Neschy (interino)
- 1963–67:  Thure Nygren
- 1968–69:  Hans Karlsson
- 1970–72:  Thure Nygren
- 1973–75:  Lars Hedén
- 1976:  Jens Lindblom (interino)
- 1976:  Bengt Lindroth (interino)
- 1977–82:  Rolf Svensson
- 1983:  Wåge Eriksson
- 1984:  Lars Hedén
- 1985–86:  Leif Målberg
- 1987:  Sven Andersson (interino)
- 1987:  Hans Ohlsson (interino)
- 1988–90:  Jan Mak
- 1990:  Leif Målberg (interino)
- 1991–92:  Jens Lindblom
- 1993–94:  Håkan Sandberg
- 1995–1997:  Anders Linderoth
- 1998–99:  Kalle Björklund
- 1999–01:  Bengt-Arne Strömberg
- 2002–2003:  Anders Grönhagen
- 2004–2011:  Magnus Haglund
- 2012–2013:  Jörgen Lennartsson
- 2013–2014:  Klas Ingesson
- 2015-: Magnus Haglund